# Симкин, Юрий Ефимович
Ю́рий Ефи́мович Си́мкин (26 мая 1933 года, Киев — 19 августа 2014, Киев) — советский  шахматист, тренер, педагог, учёный. Кандидат технических наук (1972), доцент. Мастер спорта СССР (1974). Автор ряда патентов. Чемпион Львова по шахматам (1971), чемпион по шахматам ЦС ДСО «Авангард» (1973). Возглавлял научно-методическую комиссию Федерации шахмат Украины и комплексную научную группу при сборной Украины по шахматам.

## Биография
С 1975 по 1988 год — руководитель шахматных специализаций Львовского института физкультуры. В 1983 году в РГУФК Ю. Е. Симкин с коллегами разработал полностью новую учебную программу которая предусматривала совмещение теорию и методику тренировки и спортивно-педагогическое мастерство.
В 1988 году переезжает в Киев и с 1988 по 1995 год назначается руководителем шахматных специализаций Киевского института физкультуры.
Дружил с Виктором Эммануиловичем Картом, работал с Алексем Сокольским.
Доцент на кафедре педагогики и психологии шахмат.

## Избранные игры
- Полуфинал первенства ВЦСПС 1951 года[8]

## Шахматный тренер
- Был тренером многих известных шахматистов, среди них:

- Ирина Челушкина (чемпионка СССР 1989 года, международный гроссмейстер)
- Юрий Круппа (чемпион Украины 1994 года, международный гроссмейстер) и другие.

- Научный руководитель дипломной работы международного гроссмейстера чемпиона мира 2002 года Руслана Пономарёва на тему: «Методические особенности тренировочных программ для высококвалифицированных шахматистов».

## Избранные публикации
- Сімкін Ю. Ю., Таробов Б. В. Штатнов В. В., Круппа Ю. М. А.с. 14410 (Україна). Комп`ютерна програма «Оператівна память шахіста» («ОПШ»). 18.10.2005.
- Челушкина И. С., Симкин Ю. Е. Система тестов-упражнений // Шахматный бюллетень. — 1990. — № 7.
- Симкин Ю. Е., Суханов В. Ю., Браславский В. Р. Методика объективной диагностики оперативного мышления шахматистов на основе тестовых шахматных задач // Теория и практика физ. культуры. — 1986. — № 5.
- Симкин Ю. Е., Суханов В. Ю., Борташников А. А. Объективная диагностика спортивной памяти у шахматистов-спортсменов // Теория и практика физ. культуры. — 1984. — № 2. — С. 55-56.
- Симкин Ю. Е., Резников Ю. А. Перспективы научных исследований в области шахматного спорта // Теория и практика физ. культуры. — 1980. — № 6.

### Тезисы конференций
- Симкин Ю. Е., Суханов В. Ю., Борташников А. А. Методика диагностики способности к расчету вариантов у спортсменов-шахматистов // Тез. докл. республ. науч.-практ. конф. — Николаев, 1984.
- Симкин Ю. Е., Гостомельский В. Н., Суханов В. Ю. Диагностика профессионально значимых интеллектуальных функций как элемента программированного обучения шахматами в физкультурных вузах // Тез. док. II Всесоюз. науч.-практ.конфер. Москва 11-19 мая 1983. — М., 1983.
- Симкин Ю. Е., Гутман А. З. Исследование методов объективизации оценочной функции как элемента математического моделирования техники в шахматном спорте // Тез. докл. Всесоюзн. научн. конфер. «Механико-математическое моделирование спортивной техники». — М.: ГЦОЛИФК, 1982.

### Книги
- Симкин Ю. Е., Бондарчук А. Н., Штатнов В. В. 64 рецепта успеха , К., 2010;
- Симкин Ю. Е., Круппа Ю. Е. Практика шахматного интеллекта, К., 2010.
- Симкин Ю. Е. Современный шахматный тренинг, К., 2007. — 171 стр. — ISBN 966-7133-91-5;
- Круппа Ю. Н., Симкин Ю. Е. Компьютерная программа объективной диагностики оперативной памяти шахматистов-спортсменов. — Харьков, 2006.
- Седина Е. А., Симкин Ю. Е. Структура технической подгтовлености шахматистов // Подготовка спортсменов высокой квалификации. — К.: КФГК, 1992.
- * Штатнов В. В., Симкин Ю. Е. Перспективы психофизической интенсификации и реабилитации в шахматном спорте. — Харьков, 1990.
- Карт В. Э., Симкин Ю. Е. Олимпийцами не рождаются. — Львов: Вища шк. Изд-во. при Львов. ун-те. 1980.